# Слободка (городской округ Клин)
Слободка — деревня в Клинском районе Московской области, в составе Воронинского сельского поселения. Население — 0 человек по состоянию на 2010 год. До 2006 года Слободка входила в состав Воронинского сельского округа.
Деревня расположена в северной части района, примерно в 18 км к северо-востоку от райцентра Клин, у истоков безымянного ручья бассейна реки Сестры, высота центра над уровнем моря 154 м. Ближайшие населённые пункты — примыкающая на северо-востоке Новая и Доршево в 1,5 км на юго-восток. У южной окраины деревни проходит автодорога А108 Московское большое кольцо.

## Население
| 2002 | 2006 | 2010 |
| ---- | ---- | ---- |
| 2    | ↘0   | →0   |